# Wildcard/A Word from the Wise
Wildcard/A Word from the Wise è una raccolta del gruppo hardcore punk statunitense Pennywise. Contiene il materiale degli EP autoprodotti A Word from the Wise e Wildcard. La compilation è stata pubblicata nel 1992 su CD.

## Tracce
Tutte le canzoni sono dei Pennywise, tranne dove indicato.
1. Final Chapters – 2:26
2. Covers – 2:37
3. Depression – 1:50
4. No Way Out – 2:30
5. Gone – 1:54
6. Wildcard – 2:20
7. Maybes – 1:57
8. Stand By Me (Ben E. King) – 3:07

- Le tracce 1-5 sono di A Word from the Wise.
- Le tracce 6-8 sono di Wildcard.

## Componenti
- Jim Lindberg - voce
- Fletcher Dragge - chitarra
- Jason Thirsk - basso
- Byron McMackin - batteria
- Richard Andrews - ingegnere del suono
- Ethan James - ingegnere del suono
- Michael Lewis - direzione artistica